# Marcos López Rivera
Marcos Rodrigo López Rivera (Paihuano, 20 de marzo de 1957) es un político chileno. Fue alcalde de Copiapó en tres períodos consecutivos (1996-2008) y nuevamente por dos periodos entre 2016 y 2024. Anteriormente fue concejal de la misma comuna. Fue elegido como consejero regional en las elecciones de 2013 para el período 2014-2018 por la provincia de Copiapó.

## Carrera política

### Primera administración
Se vio golpeada por la Corriente del Niño, manifestada en intensas lluvias que dejaron un cientos de damnificados y cinco conscriptos del Ejército de Chile fallecidos en una maniobra de rescate a través del Río Copiapó, en 1997.
Durante este período no se vieron obras públicas mayores de iniciativa municipal. Por el contrario, varios proyectos de áreas verdes iniciados en la administración anterior quedaron paralizados.
Asimismo, durante esta gestión se comenzó la construcción del nuevo barrio satélite de "El Palomar", en alianza estratégica con el Gobierno central, el Gobierno Regional de Atacama y empresas privadas.[cita requerida] Dicho proyecto ha permitido descomprimir el centro y a su vez permitió a grupos de clase media baja y baja acceder a una vivienda económica.[cita requerida]

### Segunda administración
En ella se implementó el Plan Bicentenario de la Independencia de Chile -iniciativa del gobierno central- que permitió la ejecución de obras tales como el mejoramiento de la Plaza de Armas, el mejoramiento de la Alameda Manuel A. Matta y la construcción de la Sala de Cámara Municipal.[cita requerida]

### Tercera administración
Asimismo, la gestión del alcalde López coincidió con la promulgación de la Ley N.º 19.995 de Casinos de Juegos, la cual permitió la apertura de un casino de juego en cada región de Chile. Así, gracias a las gestiones del edil copiapino, se obtuvo por parte del Congreso Nacional la designación de Copiapó como sede del casino en vez de Caldera, como era la idea barajada en el proyecto de ley.
De los tres períodos, se puede concluir que su gestión en general  desarrolló grandes obras, pues la inversión municipal se orientó principalmente hacia el área popular, especialmente en los sectores altos de la ciudad (desde Avenida Circunvalación hacia arriba), donde se mejoraron consultorios, se construyeron  escuelas (financiadas y construidas por el gobierno central, pero a petición del municipio copiapino, quién establece las áreas de gestión prioritaria), se pavimentaron algunas calles del sector alto, además se establecieron mecanismos que permitieron reenfocar los beneficios sociales, lo cual fue muchas veces criticado por considerarse que pretendía establecer el clientelismo político.

## Críticas
Una crítica común a la gestión del alcalde López han sido una serie de irregularidades relativas al gasto municipal, ampliación poco clara de la plata de personal municipal, falta de fiscalización en algunas áreas y desorden administrativo.
Asimismo, se le critica el haber sido uno de los principales promotores de modificar la normativa de uso de suelo en el sector de Punta Cachos -hoy con carácter industrial-, y que posteriormente el concejo municipal en sesión desarrollada durante el año 2008, a escasos días de dejar el cargo, aprobara que esa zona dejara de ser de protección ecológica, beneficiando directamente con ello el desarrollo del mega proyecto termoeléctrico Central Castilla.

## Historial electoral

### Elecciones municipales de 1992
- Elecciones municipales de 1992 para la comuna de Copiapó.[17]

| Candidato                    | Pacto                          | Partido       | Votos | %      | Resultado |
| ---------------------------- | ------------------------------ | ------------- | ----- | ------ | --------- |
| René Funes Montaner          | Concertación por la Democracia | DC            | 4.860 | 11,29% | Concejal  |
| Carmen Edith Daher Alcayaga  | Concertación por la Democracia | PDC           | 1.174 | 2,73%  |           |
| Antonino Prado Castro        | Concertación por la Democracia | PR            | 3.003 | 6,97%  |           |
| Marcos López Rivera          | Concertación por la Democracia | PS            | 5.182 | 12,03% | Concejal  |
| Leonardo Hagel Arredondo     | Concertación por la Democracia | PS            | 4,623 | 10,73% | Concejal  |
| Mónica Calcutta Stormenzan   | Concertación por la Democracia | PPD           | 4.363 | 10,13% | Alcaldesa |
| Jorge Francisco Godoy Molina | Partido Comunista              | PC            | 1.915 | 4,45%  |           |
| Mario Hernán Yáñez Marín     | Partido Comunista              | PC            | 1.287 | 2,99%  |           |
| Antonio Jesús Orellana Acuña | Partido Comunista              | PC            | 468   | 1,09%  |           |
| Luis Rubén Orrego Salinas    | Partido Comunista              | PC            | 432   | 1,00%  |           |
| Abel Héctor Piñones Pizarro  | Partido Comunista              | PC            | 251   | 0,58%  |           |
| José Daniel Peña Pérez       | Partido Comunista              | PC            | 291   | 0,68%  |           |
| Luis Bogdanic Bassi          | Partido Liberal                | PL            | 314   | 0,73%  |           |
| Luis Borgna Molina           | Partido Liberal                | PL            | 65    | 0,15%  |           |
| Carlos Porcile Valenzuela    | Participación y Progreso       | RN            | 4.560 | 10,59% | Concejal  |
| Carlos Jesús Zuleta          | Participación y Progreso       | RN            | 921   | 2,14%  |           |
| María Lidia Muñoz Cortés     | Participación y Progreso       | Independiente | 821   | 1,91%  |           |
| Fernando Cabib Cabib         | Participación y Progreso       | UDI           | 3.541 | 8,22%  | Concejal  |
| Doris Nieto Robles           | Participación y Progreso       | UDI           | 2.218 | 5,15%  |           |
| Hernán Cood Yáñez            | Participación y Progreso       | UDI           | 186   | 0,43%  |           |
| Demetrio Benavente Molina    | Unión de Centro Centro         | UCC           | 570   | 1,32%  |           |
| Raúl Tabilo Olguín           | Unión de Centro Centro         | UCC           | 506   | 1,17%  |           |
| John Horsley Brito           | Unión de Centro Centro         | UCC           | 873   | 2,03%  |           |
| Eduardo Bown Rivera          | Unión de Centro Centro         | UCC           | 336   | 0,78%  |           |
| Federico Volio Toledo        | Unión de Centro Centro         | UCC           | 305   | 0,71%  |           |

### Elecciones municipales de 1996
- Elecciones municipales de 1996 para la comuna de Copiapó.[18]

| Candidato                    | Pacto                          | Partido               | Votos  | %      | Resultado |
| ---------------------------- | ------------------------------ | --------------------- | ------ | ------ | --------- |
| Lilian Zepeda Montenegro     | La Izquierda                   | Independiente         | 862    | 1,94%  |           |
| Jorge Francisco Godoy Molina | La Izquierda                   | PC                    | 644    | 1,45%  |           |
| José Ricardo Pérez Rivera    | La Izquierda                   | PC                    | 444    | 1,00%  |           |
| Pedro Arturo Vásquez Ramírez | La Izquierda                   | PC                    | 277    | 0,62%  |           |
| Manuel Muñoz Carvajal        | La Izquierda                   | Independiente         | 146    | 0,33%  |           |
| Giuliano López Rojas         | La Izquierda                   | Independiente         | 451    | 1,01%  |           |
| Doris Nieto Robles           | Unión por Chile                | Independiente pro UDI | 1368   | 3,08%  |           |
| Carlos Porcile Valenzuela    | Unión por Chile                | RN                    | 2.818  | 6,34%  |           |
| Luis Ávalos                  | Unión por Chile                | RN                    | 132    | 0,30%  |           |
| Óscar González Lorca         | Opción Humanista               | Independiente         | 65     | 0,15%  |           |
| Cristina Yáñez Rojas         | Opción Humanista               | Independiente         | 65     | 0,15%  |           |
| Cristina Infante Vargas      | Opción Humanista               | Independiente         | 68     | 0,15%  |           |
| Marcos López Rivera          | Concertación por la Democracia | PS                    | 14.337 | 32,26% | Alcalde   |
| Leonardo Hagel Arredondo     | Concertación por la Democracia | PPD                   | 1.490  | 3,35%  | Concejal  |
| José Fernández Quevedo       | Concertación por la Democracia | PPD                   | 1.531  | 3,44%  | Concejal  |
| Mónica Calcutta Stormenzan   | Concertación por la Democracia | PRSD                  | 14.191 | 31,93% | Concejal  |
| Carlos Zúñiga Molina         | Concertación por la Democracia | DC                    | 5.456  | 12,28% | Concejal  |
| René Vigneaux González       | Concertación por la Democracia | DC                    | 99     | 0,22%  | Concejal  |

### Elecciones municipales de 2000
- Elecciones municipales de 2000, para la comuna de Copiapó.[19]

| Candidato                     | Pacto                                      | Partido       | Votos  | %      | Resultado |
| ----------------------------- | ------------------------------------------ | ------------- | ------ | ------ | --------- |
| Cristina Infante Vargas       | Humanistas y Ecologistas                   | PH            | 265    | 0,56%  |           |
| Gastón Quezada Fernández      | La Izquierda                               | PC            | 1.009  | 2,15%  |           |
| Mónica Bolton Araya           | La Izquierda                               | Independiente | 743    | 1,58%  |           |
| Osman Cortés Argandoña        | La Izquierda                               | Independiente | 503    | 1,07%  |           |
| Mónica Calcutta Stormenzan    | Alianza por Chile                          | Independiente | 14.791 | 31,52% | Concejal  |
| Nieve Martínez Zepeda         | Alianza por Chile                          | RN            | 522    | 1,11%  | Concejal  |
| Michael Merchán Delgado       | Alianza por Chile                          | UDI           | 262    | 0,56%  |           |
| Marcos López Rivera           | Concertación de Partidos por la Democracia | PS            | 23.966 | 51,07% | Alcalde   |
| Rubén Eduardo Pizarro Miranda | Concertación de Partidos por la Democracia | PRSD          | 1.342  | 2,86%  | Concejal  |
| Octavio Vallejo Buschmann     | Concertación de Partidos por la Democracia | DC            | 611    | 1,30%  |           |
| Christian Guzmán Rojas        | Concertación de Partidos por la Democracia | DC            | 1.170  | 2,49%  | Concejal  |
| José Fernández Quevedo        | Concertación de Partidos por la Democracia | PPD           | 1.748  | 3,72%  | Concejal  |

### Elecciones de alcaldes de 2004
- Elecciones municipales de 2004 para la alcaldía de la comuna de Copiapó.[20]

| Candidato           | Pacto                          | Partido | Votos  | %      | Resultado |
| ------------------- | ------------------------------ | ------- | ------ | ------ | --------- |
| Luis López Erazo    | Juntos Podemos                 | PC      | 4.079  | 9,16%  |           |
| René Aedo Ormeño    | Alianza                        | RN      | 18.170 | 40,82% |           |
| Marcos López Rivera | Concertación por la Democracia | PS      | 22.259 | 50,01% | Alcalde   |

### Elecciones de alcaldes de 2008
- Elecciones municipales de 2008 para la alcaldía de la comuna de Copiapó.[21]

| Candidato                   | Pacto                           | Partido       | Votos  | %      | Resultado |
| --------------------------- | ------------------------------- | ------------- | ------ | ------ | --------- |
| Maglio Cicardini Neyra      | Por un Chile Limpio             | Independiente | 17.414 | 37,71% | Alcalde   |
| Marcos López Rivera         | Concertación Democrática        | PS            | 17.107 | 37,04% |           |
| Yoris Rojas Vlastelica      | Alianza                         | RN            | 10.278 | 22,25% |           |
| Jaime Claudio Vargas Guerra | Independientes (Fuera de pacto) | Independiente | 1.384  | 3,00%  |           |

### Elecciones de alcaldes de 2012
- Elecciones municipales de 2012 para la alcaldía de la comuna de Copiapó.[22]

| Candidato              | Pacto                           | Partido | Votos  | %      | Resultado |
| ---------------------- | ------------------------------- | ------- | ------ | ------ | --------- |
| Maglio Cicardini Neyra | Regionalistas e Independientes  | ILB     | 19.765 | 50,71% | Alcalde   |
| Marcos López Rivera    | Concertación Democrática        | ILF     | 13.484 | 34,59% |           |
| Rodrigo Rojas Tapia    | Independientes (Fuera de pacto) | IND     | 2.746  | 7,04%  |           |
| Jaime Vargas Guerra    | Independientes (Fuera de pacto) | IND     | 774    | 1,98%  |           |
| Pedro Cid Cid          | Independientes (Fuera de pacto) | IND     | 2.206  | 5,66%  |           |

### Elecciones de consejeros regionales de 2013
- Elecciones de consejeros regionales de 2013 por la circunscripción electoral de Copiapó.

Esta circunscripción provincial está compuesta por las comunas de: Copiapó, Caldera y Tierra Amarilla.
| Candidatos                    | Candidatos | Candidatos                            | Partido | Votos | Porcentaje | Resultado |
| Todos a La Moneda             | A-100      | Maribel Pinto Hernández               | IND     | 629   | 1,05       |           |
|                               | A-101      | Jorge Godoy Ponce                     | IND     | 782   | 1,31       |           |
|                               | A-102      | Wilson Gómez Cortés                   | IND     | 473   | 0,79       |           |
|                               | A-103      | María Jorquera Vargas                 | IND     | 755   | 1,26       |           |
|                               | A-104      | Claudio Alfaro Aguilera               | IND     | 447   | 0,75       |           |
|                               | A-105      | Víctor Soto Ireland                   | IND     | 281   | 0,47       |           |
|                               | A-106      | Amadiel Zepeda Rivera                 | IND     | 1034  | 1,73       |           |
| PRI Movimiento Regionalista   | D-107      | Jaime Cruz Castillo                   | PRI     | 480   | 0,80       |           |
|                               | D-108      | Robinson Peña Moraleda                | PRI     | 922   | 1,54       |           |
|                               | D-109      | Yasmín Farah Rodríguez                | PRI     | 472   | 0,79       |           |
|                               | D-110      | Omar Monroy López                     | PRI     | 210   | 0,35       |           |
|                               | D-111      | Jaime Vargas Guerra                   | IND     | 799   | 1,33       |           |
|                               | D-112      | Carlos Barahona Tirado                | IND     | 1211  | 2,02       |           |
|                               | D-113      | Andrés Bujes Tapia                    | IND     | 386   | 0,64       |           |
| Nueva Mayoría por Chile       | G-114      | Javier Castillo Julio                 | PCCh    | 3298  | 5,51       | Consejero |
|                               | G-115      | Marcos López Rivera                   | IND     | 8790  | 14,67      | Consejero |
|                               | G-116      | Rodrigo Rojas Tapia                   | IND     | 2304  | 3,85       | Consejero |
|                               | G-117      | Freddy Arancibia Figueroa             | PRSD    | 1623  | 2,71       |           |
|                               | G-118      | Juan Figueroa Carmona                 | PRSD    | 583   | 0,97       |           |
|                               | G-119      | Amada Quezada Araya                   | PPD     | 1567  | 2,62       | Consejera |
|                               | G-120      | Jorge Hidalgo Hidalgo                 | PPD     | 943   | 1,57       |           |
| Nueva Constitución para Chile | H-121      | Jorge Oporto Marín                    | PEVN    | 1636  | 2,73       |           |
| Si tú quieres, Chile cambia   | I-122      | Milton Morales Morales                | PRO     | 835   | 1,39       |           |
|                               | I-123      | Paulina Gómez Talamilla               | IND     | 491   | 0,82       |           |
|                               | I-124      | Francisco Martínez Abarca             | IND     | 406   | 0,68       |           |
|                               | I-125      | Pablo Pérez Bruna                     | IND     | 588   | 0,98       |           |
|                               | I-126      | Marcelo Sandoval Mora                 | IND     | 138   | 0,23       |           |
| Alianza                       | J-127      | Fernando Ghiglino Pizarro             | RN      | 2242  | 3,74       | Consejero |
|                               | J-128      | David Álvarez Peralta                 | RN      | 1116  | 1,86       |           |
|                               | J-129      | Marisela Vergara Pineda               | RN      | 940   | 1,57       |           |
|                               | J-130      | Bernardo Tornini Scola                | RN      | 1146  | 1,91       |           |
|                               | J-131      | Sofía Cid Versalovic                  | UDI     | 3440  | 5,74       | Consejera |
|                               | J-132      | Sergio Bordoli Vergara                | IND     | 2093  | 3,49       |           |
|                               | J-133      | Gastón Scola Molina                   | IND     | 771   | 1,29       |           |
| Nueva Mayoría para Chile      | K-134      | Yhanss Delgado Quevedo                | PS      | 2941  | 4,91       |           |
|                               | K-135      | Giuliano López Rojas                  | PS      | 903   | 1,51       |           |
|                               | K-136      | Francisco Madero Santana              | PS      | 3383  | 5,65       | Consejero |
|                               | K-137      | Manuel Peña Véliz                     | PS      | 530   | 0,88       |           |
|                               | K-138      | Jean Marie de Saint Pierre Lamoliatte | DC      | 173   | 0,29       |           |
|                               | K-139      | Roberto Alvarado Arriagada            | DC      | 399   | 0,67       |           |
|                               | K-140      | Carolina Armenakis Daher              | DC      | 1107  | 1,85       |           |

### Elecciones de alcaldes de 2016
- Elecciones municipales de 2016 para la alcaldía de la comuna de Copiapó.[25]

| Candidato                         | Pacto                          | Partido | Votos  | %      | Resultado |
| --------------------------------- | ------------------------------ | ------- | ------ | ------ | --------- |
| Inti Eleodoro Salamanca Fernández | Poder Ecologista y Ciudadano   | IND     | 2659   | 6,78%  |           |
| Marcos López Rivera               | Nueva Mayoría                  | IND     | 11 658 | 29,72% | Alcalde   |
| Johanna Fernández Rodríguez       | Chile Vamos                    | IND     | 636    | 1,62%  |           |
| Carlos Iván Chanampa Bordones     | Chile Quiere Amplitud          | AMPL    | 408    | 1,04%  |           |
| Jaime Vargas Guerra               | Yo Marco por el Cambio         | FREP    | 688    | 1,75%  |           |
| Luis Gabriel Marcos Pérez         | Independiente (fuera de pacto) | IND     | 1947   | 4,96%  |           |
| Maglio Cicardini Neyra            | Independiente (fuera de pacto) | IND     | 10 389 | 26,48% |           |
| Christian Guzmán Rojas            | Independiente (fuera de pacto) | IND     | 3631   | 9,26%  |           |
| Sofía Cid Versalovic              | Independiente (fuera de pacto) | IND     | 6661   | 16,98% |           |
| Omar Aciar Jeraldo                | Independiente (fuera de pacto) | IND     | 555    | 1,41%  |           |

### Elecciones de alcaldes de 2024
- Elecciones municipales de 2024 para la alcaldía de la comuna de Copiapó.[26]

| Candidato                       | Pacto                                     | Partido | Votos  | %      | Resultado |
| ------------------------------- | ----------------------------------------- | ------- | ------ | ------ | --------- |
| Joana Andrea Barrios Páez       | Izquierda Ecologista Popular              | PP      | 6.416  | 6.55%  |           |
| Sandor Guzmán Fuentes           | Partido Social Cristiano e Independientes | PSC     | 3.733  | 3.81%  |           |
| Marcos López Rivera             | Contigo Chile Mejor                       | PS      | 12.517 | 12.77% |           |
| Luis Marcelino Núñez Barrientos | Centro Democrático                        | IND     | 4.016  | 4.10%  |           |
| Maximiliano Barrionuevo García  | Chile Vamos                               | RN      | 30.169 | 30.78% |           |
| Esteban Mauricio García Quevedo | Independiente (fuera de pacto)            | IND     | 2.669  | 2.72%  |           |
| Maglio Cicardini Neyra          | Independiente (fuera de pacto)            | IND     | 38.508 | 39.28% | Alcalde   |